# (6051) Anaximenes
(6051) Anaximenes  es un asteroide perteneciente al cinturón de asteroides, descubierto el 30 de enero de 1992 por Eric Walter Elst desde el Observatorio de La Silla, en Chile.

## Designación y nombre
Anaximenes se designó inicialmente como 1992 BX1.
Más adelante fue nombrado en honor al filósofo de la Grecia antigua Anaxímenes (590-524 a. C.).

## Características orbitales
Anaximenes orbita a una distancia media del Sol de 3,1792 ua, pudiendo acercarse hasta 2,7162 ua y alejarse hasta 3,6421 ua. Tiene una excentricidad de 0,1456 y una inclinación orbital de 18,1091° grados. Emplea en completar una órbita alrededor del Sol 2070 días.

## Características físicas
Su magnitud absoluta es 12,5. Tiene 8,825 km de diámetro. Su albedo se estima en 0,299.